# Ministerio del Interior de Baréin
El Ministerio del Interior es responsable de la aplicación de la ley y de la seguridad pública en Baréin. La sede del ministerio se encuentra en Diwan Fort (también conocido como Manama Fort) en Manama, coloquialmente llamado "al-gal'aa".
El Ministro de Interior actual es el Teniente General Rashid bin Abdullah Al Jalifa, que permanece en el cargo desde 2004. Es un miembro de la familia real Al Jalifa familia y primo del rey Hamad. Aparte de las Fuerzas de Defensa de Baréin, dependientes del Ministro de Defensa, las fuerzas de seguridad públicas y la Guardia de Costa dependen del Ministro del Interior.

## Departamentos
Los departamentos que integran el Ministerio del Interior de Baréin pueden ser consultados a continuación:
- Departamento de Seguridad pública
  - Departamento de Policía de la Gobernación de la Capital
  - Departamento de Policía de la Gobernación de Muharraq Governorate
  - Departamento de Policía de la Gobernación del Norte
  - Departamento de Policía de la Gobernación Central
  - Departamento de Policía de la Gobernación del Sur
  - Departamento de Policía del Aeropuerto
  - Departamento de Policía de la Carretera del rey Fahad
  - Departamento  de Investigación Criminal
- Departamento General de Protección Civil
- Departamento General de Guardias
- Departamento General de Nacionalidad, Pasaporte y Residencia
- Orden de Guardia de la costa
- Departamento de Cyberdelitos
- Departamento de Sistemas de Seguridad geográfica
- Real Academia de Policía
- Departamento General de Tráfico
- Departamento de Asuntos de Aduana
- Departamento de Inteligencia Financiera
- Departamento de Relaciones Públicas 
  - Centro de Medios de Comunicación Policiales

## Ministros de interior de Baréin
| # | Nombre                        | Cuadro | Toma de posesión | Abandonó el cargo |
| - | ----------------------------- | ------ | ---------------- | ----------------- |
| 1 | Mohammed bin Jalifa Al Jalifa |        | 1973             | 2004              |
| 2 | Rashid bin Abdullah Al Jalifa |        | 2004             | Actualidad        |

## Derechos humanos
En 2011 la población bahreiní reclamó mejoras en el funcionamiento de su sistema político y mayores libertades políticas y sociales. Las protestas se enmarcaron en el contexto de la Primavera Árabe y según estimaciones del propio gobierno de Baréin, llegaron a participar en ellas hasta un tercio de la población total.
Tras una ambivalencia inicial, el gobierno respondió con dureza a las protestas y reprimió posteriormente a los que participaron en ellas. El Ministerio del Interior jugó un papel esencial en la ejecución de la represión. Según numerosos organismos internacionales y asociaciones de derechos humanos, el Ministerio es responsable de multitud de violaciones de derechos humanos.